# Jean-Baptiste Illio
Jean-Baptiste Illio (18 novembre 1873 à Plœuc-sur-Lié - 19 mars 1962) est un sténographe et écrivain français.
Il fait ses études au Lycée de Pontivy, puis il est engagé comme sténographe dans l'agence Havas à Paris et Saint-Brieuc. Il est également conseiller municipal de Saint-Brieuc en 1912. Il contribue de nombreux articles aux journaux politiques, littéraires et sténographiques.

## Publications
Poésie
- Les Deux voix (1901)

Sténographie
- La Sténographie dans le journalisme (1908)
- Carrières sténographiques (1908)
- Conen de Prépéan, père de la sténographie française (1943
- Cours complet de sténographie (1946)

Régionalisme
- Cesson et sa tour (1921)
- Saint-Brieuc et sa région (1922)
- Ploufragan (Côtes-du-Nord), autrefois et aujourd'hui (1923)
- Histoire de Saint-Brieuc (1931)
- Plœuc (Côtes-du-Nord), autrefois et aujourd'hui (1947)
- Les Rues de Saint-Brieuc, leur histoire, leurs curiosités (1947)

Autobiographie
- La Famille Illio (1923)
- Mes Souvenirs de guerre, Campagne de 1914-1918 (1948)
- Jean-Baptiste Illio raconté par lui-même, des origines jusqu'en 1950 (1948)